# Дако Цоков
Дако Вутов Цоков (Крайо) е участник в Съпротивителното движение по време на Втората световна война. Български партизанин от Партизански отряд „Христо Кърпачев“.

## Биография
Дако Цоков е роден на 6 май 1923 г. в с. Драгана, Ловешко. Отрано остава сирак. Учи в Плевенската гимназия. Премества се в Ловешката смесена гимназия „Цар Борис III“ където става член на РМС. Връщайки се в родното си село, взема дейно участие в читалищната дейност, въздържателното дружество и кооперативната група.
На 12 август 1943 г. преминава в нелегалност и става партизанин в Партизански отряд „Христо Кърпачев“. Приема партизанско име Крайо. В сражението на 7 януари 1944 г. в местността „Радювенска ялия“ попада в снежна пряспа, не е забелязан и се спасява. Откъсва се от четата премръзнал. Стреми се да достигне къщата на брат си, но е предаден и заловен от полицията. На 20 януари 1944 г. е отровен в Околийско полицейско управление, Ловеч.